# ヤンマーエネルギーシステム
ヤンマーエネルギーシステム株式会社は大阪市北区に本社を置く日本のヤンマーホールディングス（旧・ヤンマー）グループの企業である。

## 沿革
- 2003年3月会社設立